# Густав фон Хуго
Густав фон Хуго (на немски: Gustav von Hugo) е германски юрист, основател на историческата школа в правото.

## Биография
Завършва гимназия в Карлсруе, а през 1782 г. записва право в Гьотингенския университет, където прекарва три години, изучавайки правото.
Хуго приема поканата да стане ментор на принца на Анхалт-Десау и получава докторска степен по право от Университета в Хале през 1788 г.
През същата тази 1788 г. Хуго се завръща в Гьотинген за да заеме позицията на извънреден професор по право (екстраординарен). През 1792 г. става и редовен професор в Гьотингенския университет.
Густав фон Хуго го свързват приятелски отношения с професорите по филология – братята Якоб и Вилхелм Грим, с които той в продължение на дълги години води кореспонденция.

## Идеи, трактовки, възгледи, разбирания, произведения
В предговора към своя Magnum opus „Beiträge zur civilistischen Bucherkenntniss der letzten vierzig Jahre“ (1828-1829) Густав фон Хуго скицира в синтезиран и сбит вид всичко което го е впечатлило и развълнувало на научното поприще и което той счита, че трябва да изложи като философия на правото в този свой капитален труд за четиридесетте години през които преподава гражданско право в Университета в Гьотинген (което преподаване продължава и към момента на излизането на произведението). Акцентът Хуго поставя върху съжителстващите елементи в тогавашното немско право от римското и германското обичайно право, без тези елементи с техните взаимоотношения да са подлагани на критичен и диферинциран подход, който метод на разглеждане за изследването им ще принесе голяма практическа полза според него. За Хуго, главният метафизичен правен въпрос е накъде да се ориентира и съсредоточи правото в своето развитие като система - към историческата истина или към съществуващата практика, т.е. към изграждането на позитивно право или към обичая (виж и континентална правна система и англосаксонска правна система). В тази връзка, пред Хуго изкачат редица теоретични правни въпроси, като този за човешките грешки при предаването и прилагането на обичайните правни норми и за субективното възприятие и разбиране на правните елементи и конструкции, което с течение на времето се превръща в изкривяване с множество от системни или традиционни грешки в прилагането на правото.
Густав фон Хуго си поставя като цел и задача да се пребори с това съществуващо зло, въвеждайки историческата школа в правото, която намира по-нататъшно достойно развитие в лицето на неговия знаменит наследник Карл Савини, основател на катедрата по право и ректор на водещия в Европа пруски Берлинския университет. Главните трудове на Хуго са „Lehrbuch eines civilistischen Cursus“ (в седем тома, 1792—1821), в които той максимално ясно и точно описва новия подход към възприятието на правото, които му разбирания са отразени и в „Zivilistisches Magazin“ (в шест тома, 1790—1837).
Хуго оспорва и отхвърля основните положения на теорията за естественото право и напълно отрича идеята и концепцията за обществения договор. Единственият истински източник на правото, исторически сложил се, наложен и обусловен, Хуго намира и счита обичая.
Густав фон Хуго е остро критикуван и осмиван от Карл Маркс в „Rheinische Zeitung“ (Рейнски вестник) за оправдаването според Маркс от Хуго на властта на „правото на произвола“, което според главния теоретик на световната пролетарска революция е оправдание на социалната несправедливост и експлоатацията на човек от човека, просто защото според Маркс институциите, са онези които ги произвеждат тези социални явления.